# Opificio Zino & Henry
L'Opificio Zino & Henry è stata un'azienda italiana attiva nel settore metalmeccanico, in particolare nella riparazione e produzione di materiale ferroviario.

## Storia
L'Opificio venne fondato nell'anno 1833 per volere di Lorenzo Zino, (già proprietario di uno stabilimento tessile a Carnello, presso Sora, sulle acque del fiume Fibreno) e del professore di meccanica Francoys Henry. I due decisero di collocare il primo stabilimento a Capodimonte, con lo scopo di produrre ricambi per macchine tessili. La loro attività ebbe presto fortuna: si trovarono a fronteggiare infatti le richieste più disparate, dalle sostituzioni alle riparazioni parziali, fino alla produzione di macchinari completi. Le richieste si fecero sempre più numerose, tanto che nel 1838 decisero di aprire una succursale ai Granili e al Ponte della Maddalena, nell'area sudorientale di Napoli. All'ampliamento degli impianti seguì un aumento dell'attività produttiva da parte dell'azienda, anche grazie alla buona pubblicità ricevuta dopo aver riparato le macchine del Pacchetto a Vapore Nettuno della Compagnia Toscana di Navigazione, in avaria nei pressi del Porto di Napoli. La Zino & Henry ampliò quindi la sua gamma di produzione, divenendo così un'industria stabile e riuscendo a costruire ricambi e macchine finite senza l'aiuto di altre realtà industriali esterne..

## Produzione
Dal "Poliorama Pittoresco", un quotidiano napoletano dell'epoca, si apprende che prima dell'unità d'Italia lo stabilimento produceva macchine da 6 a 10 cavalli, grandi ruote idrauliche, presse idrauliche, medaglie e torchi. Inoltre vi si producevano aratri e macchine per la trebbiatura del grano. Lo stabilimento all'epoca ottenne anche la commessa per la costruzione della ringhiera di ferro per la monumentale Basilica di San Francesco di Paola, dominante l'odierna Piazza del Plebiscito a Napoli. Negli anni trenta dell'800 si costruì nel Regno delle Due Sicilie la prima tratta ferroviaria d'Italia, la Napoli-Portici, e nello stabilimento napoletano venne assemblata la prima locomotiva per ordine del Re Ferdinando II delle Due Sicilie. Gli ultimi anni del governo Borbonico videro lo stabilimento in piena attività. Esso occupava circa 550 operai e 12000 m² di superficie, con un'ottima dotazione di attrezzature (tra cui una macchina a vapore di 20 cavalli) attivamente impiegate nei progetti di ampliamento delle ferrovie.
L'unificazione d'Italia portò alla diminuzione dei dazi doganali: ciò fu causa di crisi per tutta l'industria meridionale, tra cui la Zino & Henry, che vide diminuire la commesse da parte dello stato. Negli anni successivi all'unificazione tuttavia lo stabilimento dei Granili e quello di Pietrarsa vennero collegati da una nuova tratta ferroviaria, che ne migliorò gli aspetti logistici. Con lo scoppio della Terza guerra di indipendenza italiana, nel 1866, i prezzi del ferro aumentarono e la propagazione di un'epidemia di colera ebbero effetti drammatici anche sull'esistenza delle officine. Tuttavia anche dopo il 1861, alla Zino & Henry, si continuarono a produrre locomotive e macchinari per le ferrovie, senza tralasciare tutta la produzione per la marina e per i privati. Nel 1877 una crisi economica, generata dall'inasprimento delle misure protezionistiche, portò la società partenopea sull'orlo del fallimento. Per scongiurare questa evenienza intervenne lo Stato, che trasformò la ex "Zino-Henry" in "Stabilimento d'Industrie Meccaniche di Pietrarsa e Granili". Tra il 1877 ed il 1885 si costruirono presso la nuova azienda 845 carri e 280 locomotori ferroviari. Con Decreto 8 maggio 1885 lo stabilimento venne inglobato dalla Società per le Strade Ferrate del Mediterraneo e continuò la sua produzione soprattutto in ambito ferroviario. L'officina in quel periodo inoltre venne ampliata di 17000 m². Il 22 aprile 1905 lo Stato Italiano assunse definitivamente il controllo delle ferrovie e assorbì quindi anche la Rete Mediterranea, nonché i vecchi stabilimenti della Zino & Henry. La produzione continuò perciò per conto diretto delle Ferrovie dello Stato. Durante la prima guerra mondiale la produzione aumentò notevolmente, tuttavia dopo la guerra si ebbe una nuova crisi economica, che si ripercosse ovviamente anche sugli Stabilimenti napoletani.
Nel primo dopoguerra si avviò un programma di riqualificazione della fabbrica e delle maestranze da parte delle FS. L'Officina si specializzò così nella riparazione delle carrozze, delle littorine e nella loro costruzione. Per questo compito venne conservata la fonderia di ferro e ghisa. Nel 1940 gli operai passarono da 800 a 400. All'epoca venivano riparate nelle officine dello Stabilimento circa 80 automotrici, 200 carrozze e 100 carri, con getti di ghisa per oltre sei tonnellate. Vi venivano inoltre effettuati i collaudi dei macchinari per le linee da Napoli a Reggio Calabria. Durante la seconda guerra mondiale, a causa di un bombardamento, gli stabilimenti subirono gravi danni e la produzione calò drasticamente. Al termine del conflitto lo Stabilimento di Pietrarsa e dei Granili era ormai completamente distrutto. Nel secondo dopoguerra si decise di operare una parziale ristrutturazione, e la fabbrica tornò a compiere alcune delle sue vecchie funzioni. Nel 1969-1970 tuttavia le FS chiusero gli stabilimenti, in quanto giudicati non più idonei ai moderni macchinari. Dopo 137 anni dalla fondazione la fabbrica venne chiusa in maniera definiva e passò il testimone alle Officine ferroviarie di Santa Maria la Bruna, oggi facenti parte delle Officine Grandi Riparazioni..